# レボフロキサシン
レボフロキサシン (Levofloxacin, LVFX) は、ニューキノロン系の合成抗菌薬（抗生物質ではない） 。日本の第一製薬によって発明され、先発薬品名はクラビット。
様々な細菌感染症に適応があり、急性細菌性副鼻腔炎、肺炎、尿路感染症、慢性前立腺炎、ある種の胃腸炎に使用される。また他の抗生物質と併用し、結核、髄膜炎、骨盤腹膜炎の治療にも使用される。投与ルートは、経口、静注、点眼剤で利用可能。
1996年にアメリカ合衆国で医療承認された。名前の由来は「英語: CRAVE（熱望する、切望する）IT」から CRAVIT とし、待ち望まれた薬剤であることを表現した。現在はWHO必須医薬品モデル・リストに収録され、後発医薬品も利用可能である。

## 適応菌種
本薬剤に感受性のある、ブドウ球菌、連鎖球菌、腸炎球菌、淋菌、結核菌、大腸菌などによる感染症。
- 嫌気性菌を含むグラム陽性菌群及びグラム陰性桿菌
- マイコプラズマ属 (注射剤のみ)
- クラミジア属 (注射剤のみ)

## 主な適応疾患
- 肺炎、慢性呼吸器病変の二次感染、急性気管支炎、乳腺炎、肛門周囲膿瘍、咽頭・喉頭炎、扁桃炎（扁桃周囲炎、扁桃周囲膿瘍を含む）、腎盂腎炎、前立腺炎（急性症、慢性症）、精巣上体炎（副睾丸炎）、尿道炎、感染性腸炎、腸チフス、パラチフス、コレラ、涙嚢炎、麦粒腫、瞼板腺炎、外耳炎、中耳炎、副鼻腔炎、化膿性唾液腺炎、歯周組織炎、歯冠周囲炎、顎炎、炭疽、ブルセラ症、ペスト、野兎病、Q熱[5]、結核
- 膀胱炎、表在性皮膚感染症、深在性皮膚感染症、リンパ管・リンパ節炎、慢性膿皮症、痤瘡（化膿性炎症を伴うもの）、外傷・熱傷および手術創などの二次感染、胆管炎、胆のう炎、バルトリン腺炎、子宮内感染及び付属器炎、子宮頸管炎（錠剤のみ）[5]
- 腸チフス、パラチフスについては、レボフロキサシンとして1回500mgを1日1回・14日間経口投与する。
- 他の薬剤と併用しヘリコバクター・ピロリ (Helicobacter pylori) の除菌に用いられる事がある[6]。(日本の健康保険の適応外使用)

## 主な副作用
- アナフィラキシー
- 中毒性表皮壊死融解症
- 横紋筋融解症
- クレアチンキナーゼ上昇
- QT延長
- 急性腎不全
- 間質性腎炎
- 間質性肺炎
- 偽膜性大腸炎
- 関節痛
- 胸部不快感
- 倦怠感
- 低血糖
- アキレス腱炎、腱断裂
- 譫妄
- 過敏性血管炎

## 主な相互作用
他の薬剤との併用により、自身の効力減弱や増強または併用している薬剤の効力に変化を及ぼす相互作用が報告されている。
- フェニル酢酸系又はプロピオン酸系非ステロイド性消炎鎮痛薬(NSAIDs) - 痙攣を起こすおそれ
- アルミニウム又はマグネシウム含有の制酸薬等、鉄剤 - 効果の減弱
- クマリン系抗凝固薬 - ワルファリンの作用を増強

## 異性体
オフロキサシン (Ofloxacin, OFLX) は光学異性体である (S) - (−) 体、(R) - (+) 体を含むが、レボフロキサシンは薬効のある (S) - (−) 体（=L体）のみを含有している。

## 作用機序
レボフロキサシンはグラム陽性菌とグラム陰性菌の両方に活性がある、薬効範囲の広い抗菌薬である。すべてのキノロン系抗菌薬のように、DNAジャイレースやトポイソメラーゼIVと呼ばれる二つのタイプのDNAトポイソメラーゼを阻害することにより働く。

## 製品画像

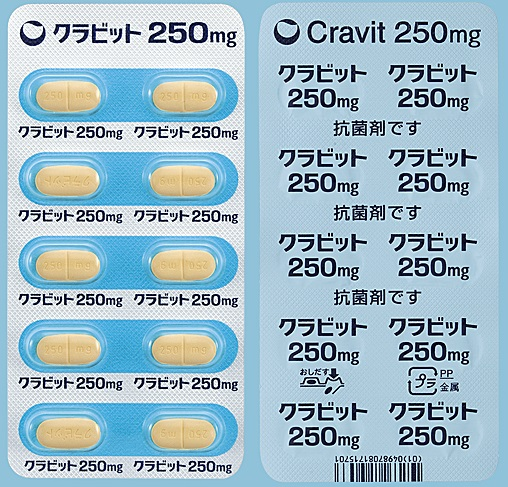
クラビット錠250mg(第一三共株式会社)
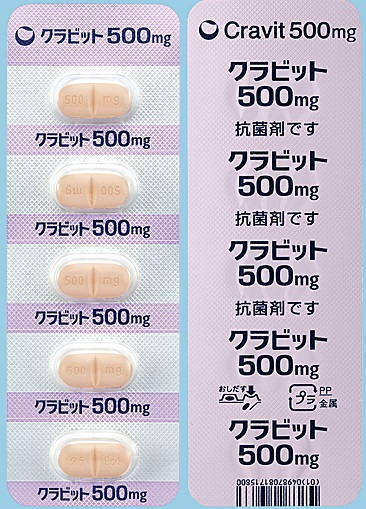
クラビット錠500mg(第一三共株式会社)
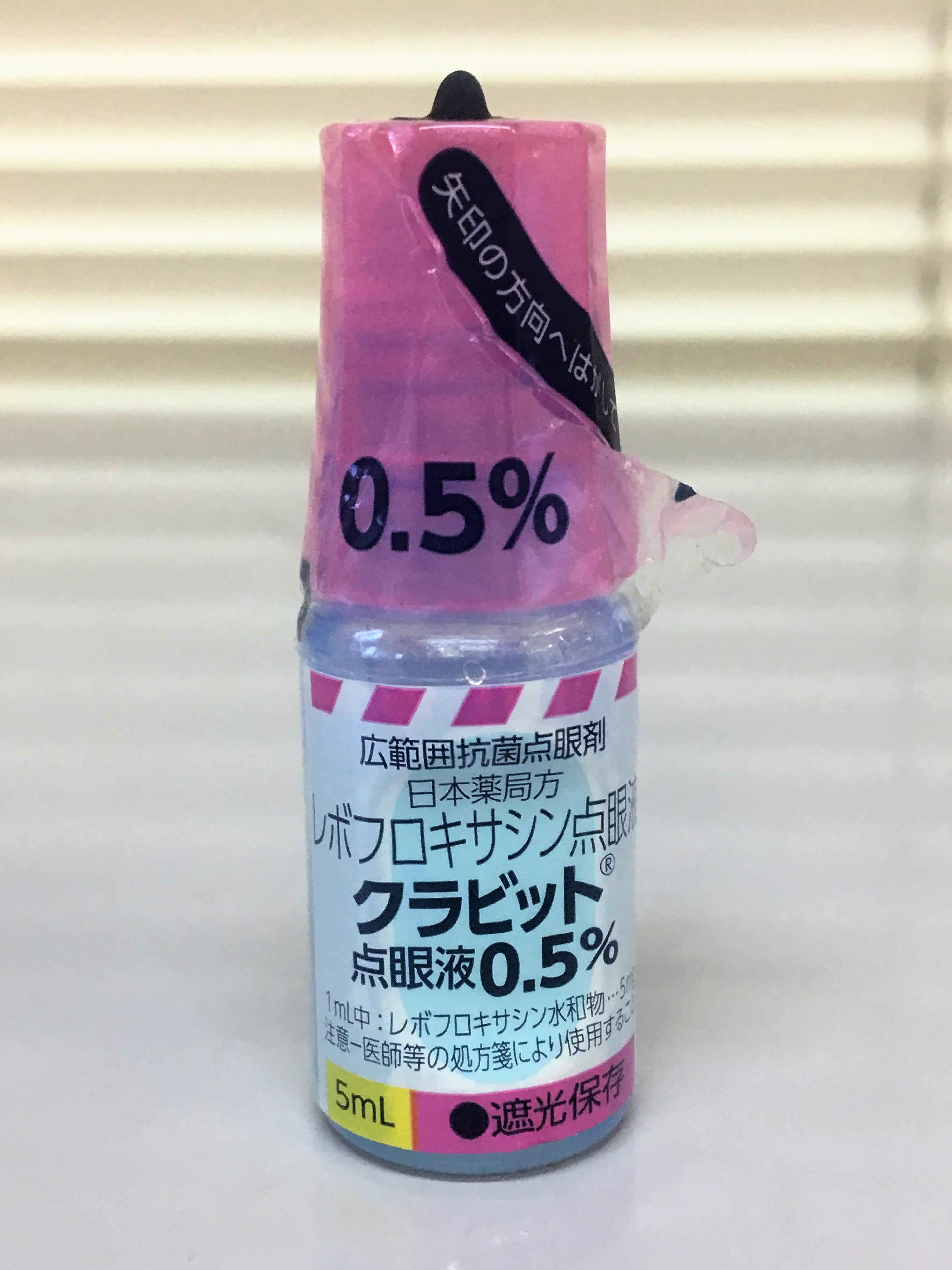
クラビット点眼薬0.5%
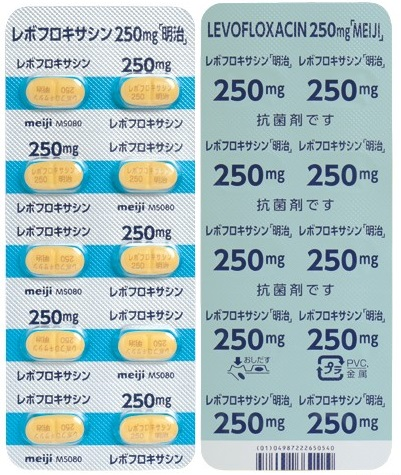
レボフロキサシン錠250mg「明治」(Meiji Seika ファルマ株式会社)
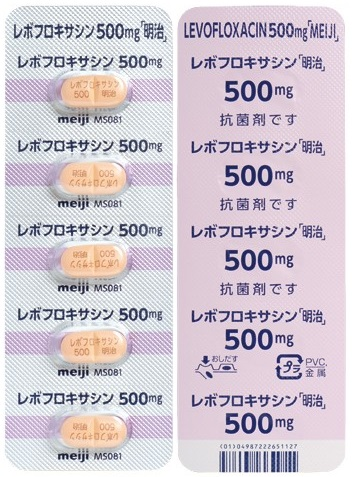
レボフロキサシン錠500mg「明治」(Meiji Seika ファルマ株式会社)
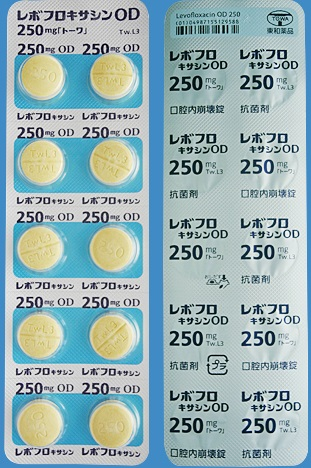
レボフロキサシンOD錠250mg「トーワ」(東和薬品株式会社)
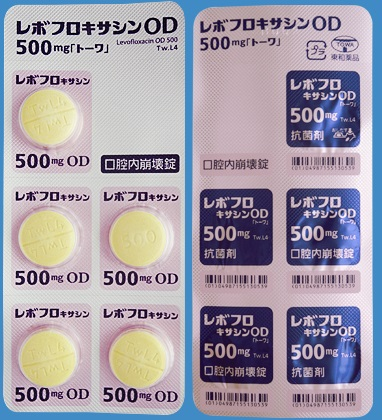
レボフロキサシンOD錠500mg「トーワ」(東和薬品株式会社)

## 歴史
- 1996年 - 米国で医療承認
- 2008年5月 - 後発医薬品の発売開始
- 2009年7月 - PK/PD理論と耐性菌発生を防ぐ観点から250mg,500mg錠が発売
- 2010年10月 - 海外ですでに発売されていた注射剤型も日本で製造承認
- 2014年12月 - 250mg,500mg錠の後発医薬品の販売開始